# North-Bersted-Mann

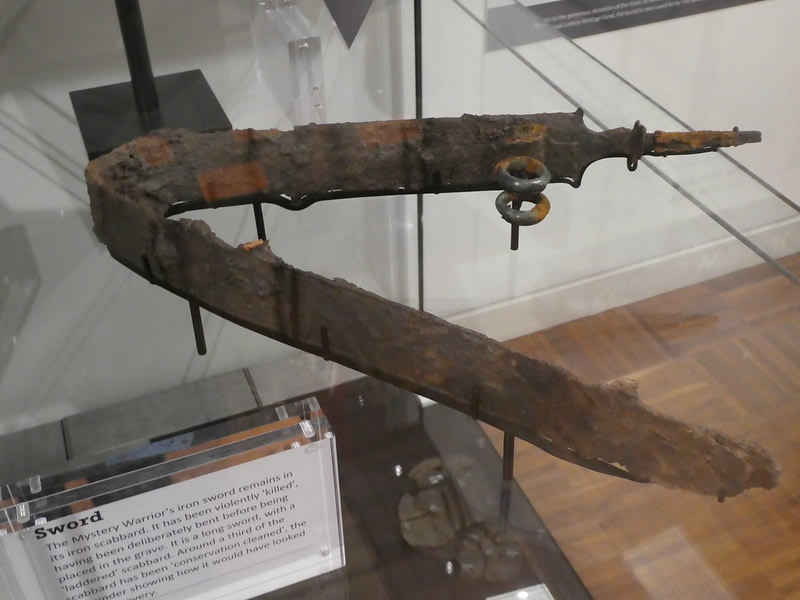
Das Schwert

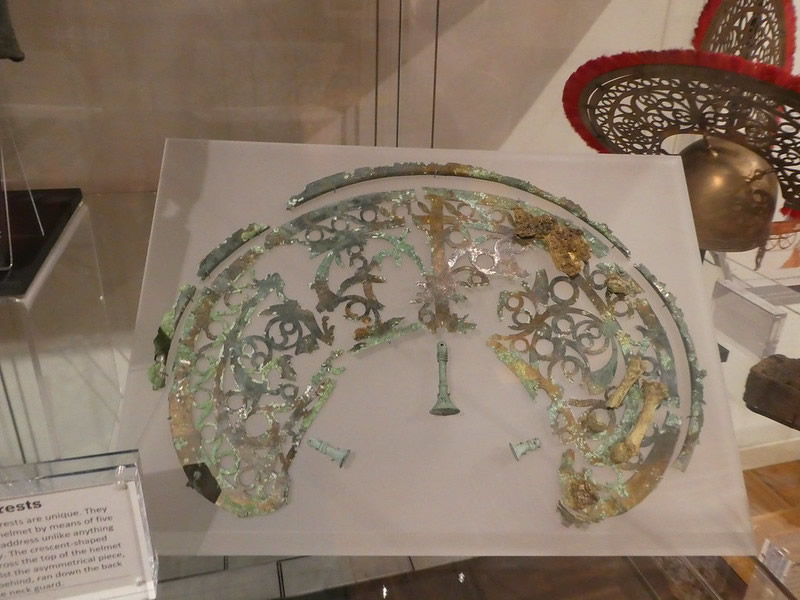
Verzierung auf Helm

Bei dem North-Bersted-Mann handelt es sich um die moderne Bezeichnung eines Mannes, dessen Bestattung im Jahr 2008 bei Ausgrabungen in North Bested gefunden wurden. Das Grab fand sich innerhalb von Siedlungsresten der keltischen und römischen Zeit. Der dort begrabene Mann war zur Zeit seines Todes etwa 45 Jahre alt und etwa 172 cm groß.
Die Bestattung ist wegen ihrer Ausstattung bemerkenswert. Am Kopfende der Leiche fanden sich Keramikgefäße, weitere im Beinbereich. Links neben der Leiche fanden sich Waffen. Darunter lagen ein Speer, ein Schwert und ein Schild, von dem vor allem die Metallbeschläge erhalten waren. Bemerkenswert sind aber vor allem die Reste des Helmes, der mit zwei halbkreisförmigen Bronzeplatten dekoriert ist. Die Platten sind wiederum reich in durchbrochener Arbeit verziert.
Die Funde befinden sich heute im Novium-Museum, das sich in Chichester befindet.